# Antonio Priuli
Antonio Priuli, död 1623, var en venetiansk doge. Han var regerande doge av Venedig 1618–1623.